# Пливачки рекорди Србије за мушкарце — 50 м
Пливачки рекорди Србије за мушкарце на 50 метарским базенима су најбржа времена која су икад постигли пливачи Србије у дисциплинама које се налазе на програмима олимпијских игара, светских и континенталних првенстава а које ФИНА и ЛЕН воде на листама рекорда у пливању.
Евиденције се тренутно воде у следећих 20 дисциплина:
- Слободно: 50 м, 100 м, 200 м, 400 м, 800 м, 1500 м
- Леђно: 50 м, 100 м, 200 м
- Прсно: 50 м, 100 м, 200 м
- Делфин: 50 м, 100 м, 200 м
- Мешовито:200 м, 400 м
- Штафете: 4 х 100 м слободно, 4 х 200 м слободно, 4 х 100 м мешовито

Дисциплине:
- Мешовито: 100 м и
- Штафете: 4 х 50 м слободно и 4 х 50 м мешовито

ФИНА и ЛЕН воде само на 25. метарским базенима.
Ово је стање пливачких рекорда Србије у мушкој конкуренцији на 50 метарским базенима на дан 20. новембар 2014, а према сајту Пливачког савеза Србије.
| Дисциплина   | Време    | Име                                                                          | Датум             | Место                | Такмичење          | Белешка  |
| слободно     | слободно | слободно                                                                     | слободно          | слободно             | слободно           | слободно |
| ------------ | -------- | ---------------------------------------------------------------------------- | ----------------- | -------------------- | ------------------ | -------- |
| 50 м         | 22,29    | Милорад Чавић                                                                | 16. фебруар 2008. | Колумбија, САД       | Мисури Гранд при   |          |
| 100 м        | 48,15    | Милорад Чавић                                                                | 10. август 2008.  | Пекинг, Кина         | ЛОИ                |          |
| 200 м        | 1:45,78  | Велимир Стјепановић                                                          | 20. август 2014.  | Берлин, Немачка      | Европско првенство |          |
| 400 м        | 3:45,66  | Велимир Стјепановић                                                          | 18. август 2014.  | Берлин, Немачка      | Европско првенство |          |
| 800 м        | 8:01,94  | Вук Челић                                                                    | 2. април 2015.    | Ајндховен, Холандија |                    |          |
| 1.500 м      | 15:22,22 | Вук Челић                                                                    | 14. јун 2015.     | Рим, Италија         |                    |          |
| леђно        |          |                                                                              |                   |                      |                    |          |
| 50 м         | 25,89    | Аркадиј Вјатчањин                                                            | 2. мај 2015.      | Братислава, Словачка | Орка куп           |          |
| 100 м        | 53,69    | Аркадиј Вјатчањин                                                            | 16. мај 2015.     | Шарлот, САД          | Арена про серија   |          |
| 200 м        | 1:56,31  | Аркадиј Вјатчањин                                                            | 17. мај 2013.     | Шарлот, САД          | Арена про серија   |          |
| прсно        |          |                                                                              |                   |                      |                    |          |
| 50 м         | 27,09    | Чаба Силађи                                                                  | 20. април 2014.   | Истанбул, Турска     |                    |          |
| 100 м        | 59,79    | Чаба Силађи                                                                  | 3. април 2015.    | Ајндховен, Холандија |                    |          |
| 200 м        | 2:16,03  | Богдан Кнежевић                                                              | 20. август 2014.  | Берлин, Немачка      | Европско првенство |          |
| делфин       |          |                                                                              |                   |                      |                    |          |
| 50 м         | 22,67    | Милорад Чавић                                                                | 26. јул 2008.     | Рим, Италија         | СП 2009.           |          |
| 100 м        | 49,95    | Милорад Чавић                                                                | 29. јул 2008.     | Рим, Италија         | СП 2009.           | ЕР       |
| 200 м        | 1:54,99  | Велимир Стјепановић                                                          | 30. јул 2012.     | Лондон, УК           | ЛОИ 2012.          | []       |
| мешовито     |          |                                                                              |                   |                      |                    |          |
| 200 м        | 2:03,41  | Богдан Кнежевић                                                              | 6. април 2013.    | Саник , Канада       |                    |          |
| 400 м        | 4:27,16  | Богдан Кнежевић                                                              | 8. април 2013.    | Саник , Канада       |                    |          |
| штафете      |          |                                                                              |                   |                      |                    |          |
| 4x50 м сло.  | 1:38,59  | ПК Кикинда Бојан Удицки Данијел Моротвански Мирослав Удицки Борис Стојановић | 4. мај 2013.      | Крушевац, Србија     |                    |          |
| 4x100 м сло. | 3:24,42  | ПК Војвидина Стефан Шорак Никола Симић Урош Николић Радован Сиљевски         | 19. јул 2013.     | Београд, Србија      |                    |          |
| 4x200 м сло. | 7:33,54  | ПК Партизан Велимир Стјепановић Марко Јовић Игор Мијатовић Богдан Кнежевић   | 20. јул 2013.     | Београд, Србија      |                    |          |
| 4x50 м меш.  | 1:50,08  | ПК Партизан                                                                  |                   |                      |                    |          |
| 4x100 м меш. | 3:46,91  | ПК Пролетер Никола Трајковић Чаба Силађи Иван Ленђер Немања Чолић            | 21. јул 2013.     | Београд, Србија      | Првенство Србије   |          |

1. ↑  , Приступљено 17. 7. 2013.